# Изворна певачка група „Синови Гредице”
Изворна певачка група „Синови Гредице” из Стапара, код Ужица основана је 1975. године, на иницијативу браће Драгољуба и Драгослава Димитријевића.
Негујући традицију кроз добар стих и певање у породици Димитријевић, ова група је прошла много фестивала и манифестација у бившој Југославији, данашњој Србији и Републици Српској. Свој рад крунисали су издавањем два албума песама, за који су  сами урадили текстове.
Вишедеценијски рад обележиле су бројне награде, пехари, дипломе, захвалнице и друга признања.

## Досадашњи чланови групе
- Драгољуб Димитријевић,
- Драгослав Димитријевић,
- Драган Миловановић,
- Жељко Дивљаковић,
- Радош Скокић,
- Драган Курлагић,
- Славко Милосављевић,
- Радоје Рафаиловић,
- Радоје Радојичић,
- Вито Радојичић,
- Мирко Лазић,
- Момчило Бајић,
- Зоран Филиповић,
- Никола Вујетић,
- Зоран Радојичић и
- Светомир Радојичић

## Данас група броји седам чланова
- Драгољуб Димитријевић (вођа групе),
- Драгослав Димитријевић,
- Драган Миловановић,
- Радош Скокић,
- Светомир Радојичић,
- Зоран Радојичић и
- Никола Вујетић